# RK Butel Skopje
RK Butel Skopje (mazedonisch РК Бутел Скопје), vollständiger Name Rakometen Klub Butel Skopje (deutsch Handballverein Butel Skopje), ist der Name eines Sportvereins aus dem Stadtteil Butel von Skopje in Nordmazedonien.

## Geschichte
Seit dem Gründungsjahr des Vereins 2017 spielte die erste Männer-Mannschaft in der Handballliga, seit der Spielzeit 2018/2019 ist sie in der höchsten nordmazedonischen Liga, der Superliga, aktiv.
International tritt der Verein seit dem Jahr 2020 in der EHF European League an.

## Spieler
Zu den Spielern zählt Zlatko Mojsoski.